# Mickey Rottner
Marvin "Mickey" Rottner (nacido el 23 de marzo de 1919 en Chicago, Illinois y fallecido en la misma ciudad el 21 de septiembre de 2011) fue un jugador de baloncesto estadounidense que disputó dos temporadas en la BAA, además de jugar en el World Professional Basketball Tournament y la NBL. Con 1,78 metros de estatura, jugaba en la posición de base.

## Trayectoria deportiva

### Universidad
Jugó durante su etapa universitaria con los Ramblers de la Universidad de Loyola Chicago, con los que consiguió un total de 35 victorias, uncluido un récord de 17-6 en 1942. Ese año fue llamado para cumplir el servicio militar en el Ejército de los Estados Unidos.

### Profesional
A su regreso, formó parte de los Brooklyn Eagles, un equipo formado para tomar parte en el World Professional Basketball Tournament, y en el que fue elegido en el mejor quinteto en 1944. Al año siguiente jugó cinco partidos con los Sheboygan Redskins de la NBL, en los que promedió 4,0 puntos.
En 1946 fichó por los Chicago Stags de la recién creada BAA, con los que en su primera temporada, en la que promedió 7,6 puntos y 1,7 asistencias por partido, llegando a disputar las finales en las que cayeron ante los Philadelphia Warriors. Esa temporada acabó como quinto mejor pasador de toda la liga.
Jugó una temporada más con los Stags, en la que perdió bastante protagonismo, promediando 2,7 puntos y 1,0 asistencias.

#### Estadísticas en la BAA

##### Temporada regular
| Temporada | Edad | Equipo        | Liga | P   | TIT | MIN | TC  | TCA  | %TC  | 3P | 3PA | %3P | TL  | TLA | %TL  | R.OF. | R.DEF. | REB | ASIS | ROB | TAP | PER | FP  | PTS |
| 1946-47   | 27   | Chicago Stags | BAA  | 56  |     |     | 3.4 | 11.7 | .290 |    |     |     | 0.8 | 1.4 | .544 |       |        |     | 1.7  |     |     |     | 1.9 | 7.6 |
| 1947-48   | 28   | Chicago Stags | BAA  | 44  |     |     | 1.2 | 4.2  | .288 |    |     |     | 0.3 | 0.8 | .324 |       |        |     | 1.0  |     |     |     | 1.1 | 2.7 |
| Total     |      |               | BAA  | 100 |     |     | 2.4 | 8.4  | .290 |    |     |     | 0.5 | 1.1 | .478 |       |        |     | 1.4  |     |     |     | 1.6 | 5.4 |

##### Playoffs
| Temporada | Edad | Equipo        | Liga | P  | TIT | MIN | TC  | TCA | %TC  | 3P | 3PA | %3P | TL  | TLA | %TL  | R.OF. | R.DEF. | REB | ASIS | ROB | TAP | PER | FP  | PTS |
| 1946-47   | 27   | Chicago Stags | BAA  | 10 |     |     | 0.5 | 4.3 | .116 |    |     |     | 0.1 | 0.4 | .250 |       |        |     | 0.3  |     |     |     | 1.0 | 1.1 |
| 1947-48   | 28   | Chicago Stags | BAA  | 4  |     |     | 0.8 | 3.8 | .200 |    |     |     | 0.3 | 0.8 | .333 |       |        |     | 0.5  |     |     |     | 3.3 | 1.8 |
| Total     |      |               | BAA  | 14 |     |     | 0.6 | 4.1 | .138 |    |     |     | 0.1 | 0.5 | .286 |       |        |     | 0.4  |     |     |     | 1.6 | 1.3 |